# ساوت هینکسی
ساوت هینکسی (به انگلیسی: South Hinksey) یک روستا و محله مدنی در بریتانیا است که در ویل آو وایت هرس واقع شده‌است. ساوت هینکسی ۳۸۳ نفر جمعیت دارد.